# Louis Quilico
Louis Quilico (ur. 14 stycznia 1925 w Montrealu, zm. 15 lipca 2000 w Toronto) – kanadyjski śpiewak operowy, baryton.

## Życiorys
Jako dziecko był chórzystą w katedrze św. Jakuba w Montrealu, lekcje śpiewu pobierał u Franka Rowego. W latach 1947–1948 uczył się w Akademii Muzycznej św. Cecylii w Rzymie u Teresy Pediconi i Riccardo Stracciariego. Od 1948 do 1952 roku studiował w konserwatorium w Montrealu u Martiala Singhera oraz Liny Pizzalongo (1925–1991), którą poślubił w 1949 roku. W latach 1952–1955 uczył się w Mannes College w Nowym Jorku. Na scenie zadebiutował w 1954 roku w Opera Guild w Montrealu rolą Rangoniego w Borysie Godunowie Modesta Musorgskiego.
W 1955 roku rolą Germonta w Traviacie debiutował na deskach New York City Opera. W 1959 roku po raz pierwszy wystąpił w Europie, wykonując tytułową rolę w Il duca d’Alba Gaetano Donizettiego na festiwalu w Spoleto. Od 1960 do 1963 roku występował w londyńskim Covent Garden Theatre. W 1962 roku wystąpił w tytułowej roli w Rigoletcie Giuseppe Verdiego w moskiewskim Teatrze Bolszoj, a w 1963 roku jako Rodrigo w Don Carlosie w Opéra de Paris. W 1972 roku debiutował na deskach nowojorskiej Metropolitan Opera jako Golaud w Peleasie i Melisandzie Claude’a Debussy’ego.
Ceniony był jako wykonawca barytonowych partii dramatycznych w operach Giuseppe Verdiego. Jego popisową była główna rola w Rigoletcie, którą zagrał ponad 500 razy. Wystąpił w prapremierowych przedstawieniach Pacem in terris (1963) i La mère coupable (1966) Dariusa Milhauda oraz Les coeurs de la matière (1965) André Joliveta. Wykładał na Uniwersytecie w Toronto (1970–1987) i McGill University w Montrealu (1987–1990). Towarzysz Orderu Kanady (1974).
Jego synem był Gino Quilico, również śpiewak operowy.